# 完全非弹性碰撞
在经典力学裏，两个物体在碰撞时，若碰撞后两个物体黏贴在一起，没有任何弹跳运动，则为完全非弹性碰撞。完全非弹性碰撞的恢复系数为0，损失的系统总动能最多。

## 参阅
- 碰撞
- 弹性碰撞
- 非弹性碰撞
- 恢复系数